# Nicolás Haquín
Nicolás Martín Haquín (Santa Fe, Argentina; 10 de febrero de 1989) es un futbolista argentino. Juega como delantero y su primer equipo fue Unión de Santa Fe. Actualmente se encuentra sin club.

## Trayectoria
Nicolás Haquín se inició en las inferiores de Unión de Santa Fe y tuvo un destacado papel en el equipo de Liga Santafesina que se consagró campeón en 2010. Fue promovido e integró el plantel que logró el ascenso a Primera División en 2011. Sin embargo, inmediatamente queda en libertad de acción y deja el club sin tener la chance de debutar profesionalmente.
Una vez desvinculado del tatengue, a mediados de 2011 se incorpora a Atlético Paraná para disputar el Torneo Argentino B.
Además, jugó en varios clubes pertenecientes a distintas ligas de la provincia de Santa Fe: Argentino de San Carlos de la Liga Santafesina, Mitre de Landeta y Trebolense de la Liga Departamental San Martín, Sanjustino (donde obtuvo el campeonato de Liga Santafesina pero sufrió el descenso en el Torneo Federal B) y San Martín de Progreso de la Liga Esperancina.
En 2017 se incorporó a Belgrano de Paraná para jugar el Torneo Federal B, sin embargo una lesión ligamentaria lo dejó afuera durante todo el desarrollo del torneo.

## Clubes
| Club                    | País      | Año       |
| ----------------------- | --------- | --------- |
| Unión de Santa Fe       | Argentina | 2010-2011 |
| Atlético Paraná         | Argentina | 2011      |
| Argentino de San Carlos | Argentina | 2012      |
| Mitre de Landeta        | Argentina | 2013      |
| Trebolense              | Argentina | 2014-2015 |
| Sanjustino              | Argentina | 2015-2016 |
| San Martín de Progreso  | Argentina | 2017      |
| Belgrano de Paraná      | Argentina | 2017      |

### Estadísticas
- Actualizado al 31 de diciembre de 2017

| Club                      | Div.                | Temporada           | Liga | Liga | Copa Nacional | Copa Nacional | Copa Internacional | Copa Internacional | Total | Total |
| Club                      | Div.                | Temporada           | PJ   | G    | PJ            | G             | PJ                 | G                  | PJ    | G     |
| ------------------------- | ------------------- | ------------------- | ---- | ---- | ------------- | ------------- | ------------------ | ------------------ | ----- | ----- |
| Atlético Paraná Argentina |                     |                     |      |      |               |               |                    |                    |       |       |
| 4.ª                       | 2011/12             | 10                  | 0    | -    | -             | -             | -                  | 10                 | 0     |       |
| Total                     | Total               | 10                  | 0    | -    | -             | -             | -                  | 10                 | 0     |       |
| Sanjustino Argentina      |                     |                     |      |      |               |               |                    |                    |       |       |
| 4.ª                       | 2015                | 19                  | 6    | -    | -             | -             | -                  | 19                 | 6     |       |
| Total                     | Total               | 19                  | 6    | -    | -             | -             | -                  | 19                 | 6     |       |
| Belgrano (P) Argentina    |                     |                     |      |      |               |               |                    |                    |       |       |
| 4.ª                       | 2017                | 0                   | 0    | -    | -             | -             | -                  | 0                  | 0     |       |
| Total                     | Total               | 0                   | 0    | -    | -             | -             | -                  | 0                  | 0     |       |
| Total en su carrera       | Total en su carrera | Total en su carrera | 29   | 6    | -             | -             | -                  | -                  | 29    | 6     |

## Palmarés
| Título                     | Club              | País      | Año  |
| -------------------------- | ----------------- | --------- | ---- |
| Ascenso a Primera División | Unión de Santa Fe | Argentina | 2011 |